# Paul Tracy
Paul Anthony Tracy (Toronto, 17 de dezembro de 1968) é um automobilista canadense. Ele competiu em 17 temporadas da CART/Champ Car tendo 31 vitórias e 75 pódios. De estilo agressivo, foi campeão em 2003, terceiro em 1993, 1994 e 1999, quarto em 2004 e 2005, quinto em 1997 e sexto em 1995. Seu melhor resultado na 500 Milhas de Indianápolis foi o segundo lugar em 2002. Anteriormente havia se tornado o vencedor mais jovem(17 anos) da história da Can-Am, no ano de 1986 e durante 1988 até 1990 competiu na Indy Lights, conquistando o título no último ano com 9 vitórias em 14 corridas.

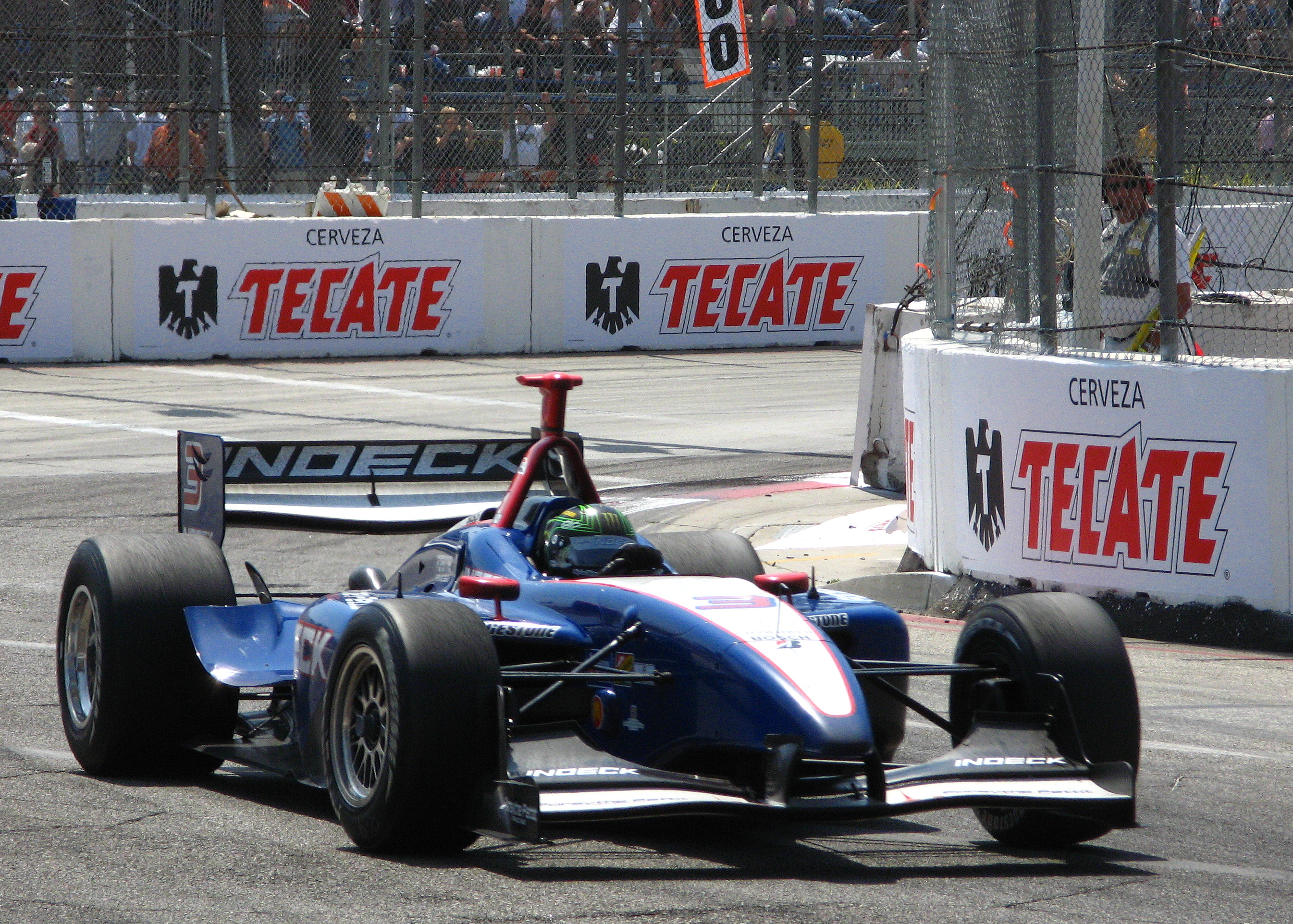
Carro de Paul Tracy na Champ Car em 2008.

Atualmente é comentarista na NBC ao lado do ex-piloto Townsend Bell. Eventualmente disputa corridas no simulador iRacing.

## 500 Milhas de Indianápolis[1]
| Ano  | Equipe            | Chassi       | Motor     | Pneus | Largada         | Final           |
| ---- | ----------------- | ------------ | --------- | ----- | --------------- | --------------- |
| 1991 | Dale Coyne        | Lola T900    | Cosworth  | G     | Foi Substituído | Foi Substituído |
| 1992 | Penske            | Penske PC-21 | Chevrolet | G     | 19º             | 20º             |
| 1993 | Penske            | Penske PC-22 | Chevrolet | G     | 7º              | 30º             |
| 1994 | Penske            | Penske PC-23 | Chevrolet | G     | 25º             | 23º             |
| 1995 | Newman/Haas       | Lola PC-23   | Cosworth  | G     | 16º             | 24º             |
| 2002 | Green             | Dallara      | Chevrolet | F     | 29º             | 2º              |
| 2009 | KV Racing         | Dallara      | Honda     | F     | 13º             | 9º              |
| 2010 | KV Racing         | Dallara      | Honda     | F     | NQ              | NQ              |
| 2011 | Dreyer & Reinbold | Dallara      | Honda     | F     | 25              | 25º             |

## IndyCar Series[2]
| Ano  | Equipe            | Grandes Prêmios | Poles | Vitórias | Voltas Mais Rápidas | Subtotal de Pontos | Total de Pontos | Classificação Final |
| ---- | ----------------- | --------------- | ----- | -------- | ------------------- | ------------------ | --------------- | ------------------- |
| 2002 | Green             |                 |       |          |                     |                    | 40              | 34º                 |
| 2008 | Forsythe          |                 |       |          |                     | 19                 | 51              | 33º                 |
| 2008 | Vision            |                 |       |          |                     | 32                 | 51              | 33º                 |
| 2009 | KV Racing         |                 |       |          |                     | 100                | 113             | 23º                 |
| 2009 | A.J. Foyt         |                 |       |          |                     | 13                 | 113             | 23º                 |
| 2010 | KV Racing         |                 |       |          |                     | 45                 | 91              | 27º                 |
| 2010 | Dreyer & Reinbold |                 |       |          |                     | 46                 | 91              | 27º                 |
| 2011 | Dragon            |                 |       |          |                     | 55                 | 68              | 29º                 |
| 2011 | Dreyer & Reinbold |                 |       |          |                     | 13                 | 68              | 29º                 |

## CART/ChampCar[3]
| Ano  | Equipe      | Grandes Prêmios | Poles | Vitórias | Podiums | Voltas Mais Rápidas | Subtotal de Pontos | Total de Pontos | Classificação Final |
| ---- | ----------- | --------------- | ----- | -------- | ------- | ------------------- | ------------------ | --------------- | ------------------- |
| 1991 | Dale Coyne  | 1               |       |          |         |                     |                    | 6               | 21º                 |
| 1991 | Penske      | 3               |       |          |         |                     | 6                  | 6               | 21º                 |
| 1992 | Penske      | 11              | 1     |          | 3       |                     | 0                  | 59              | 12º                 |
| 1993 | Penske      | 16              | 2     | 5        | 8       | 1                   |                    | 157             | 3º                  |
| 1994 | Penske      | 16              | 4     | 3        | 8       | 1                   |                    | 152             | 3º                  |
| 1995 | Newman/Haas | 17              |       | 2        | 5       | 2                   |                    | 115             | 6º                  |
| 1996 | Penske      | 14              | 3     |          | 1       | 2                   |                    | 61              | 13º                 |
| 1997 | Penske      | 16              | 2     | 3        | 4       | 2                   |                    | 121             | 5º                  |
| 1998 | Green       | 19              |       |          |         |                     |                    | 61              | 13º                 |
| 1999 | Green       | 19              |       | 2        | 7       |                     |                    | 161             | 3º                  |
| 2000 | Green       | 20              | 1     | 3        | 6       | 1                   |                    | 134             | 5º                  |
| 2001 | Green       | 20              |       |          | 2       |                     |                    | 73              | 14º                 |
| 2002 | Green       | 19              |       | 1        | 4       | 2                   |                    | 101             | 11º                 |
| 2003 | Forsythe    | 18              | 6     | 7        | 10      | 1                   |                    | 226             | Campeão             |
| 2004 | Forsythe    | 14              | 3     | 2        | 4       | 1                   |                    | 254             | 4º                  |
| 2005 | Forsythe    | 13              | 3     | 2        | 7       | 1                   |                    | 246             | 4º                  |
| 2006 | Forsythe    | 13              |       |          | 3       | 1                   |                    | 208             | 7º                  |
| 2007 | Forsythe    | 12              |       | 1        | 2       |                     |                    | 171             | 11º                 |

## Acidente em Las Vegas
Na corrida de Las Vegas em 2011 da IndyCar, Tracy se envolveu num acidente com 15 carros. O piloto Dan Wheldon bateu no carro de Charlie Kimball decolando e se chocando com a cerca de proteção. Imediatamente após o choque entre os carros aconteceu uma explosão, com o carro de Dan Wheldon caindo na pista, quebrando o acessório de segurança (Santantônio). A corrida foi paralisada após o acidente, mas Dan Wheldon não resistiu aos ferimentos e faleceu. Logo após a trágica noticia, os pilotos deram 5 voltas na pista para homenagear o piloto inglês falecido.